# Cognición anómala
La Cognición anómala es inventada por la Corporación Internacional de Aplicaciones Científicas (Science Applications International Corporation -SAIC) esto para referirse a la PES incluyendo la telepatía, la precognición, la clarividencia y la visión remota.
En los experimentos PSI estos están diseñados para prevenir la transferencia de información, que pueda permitir al experimentador fingir que hubo alguna forma de transferencia "anómala de información". La información anómala parece manifestarse tanto adentro como afuera del Laboratorio.